# نیسان آلتیما

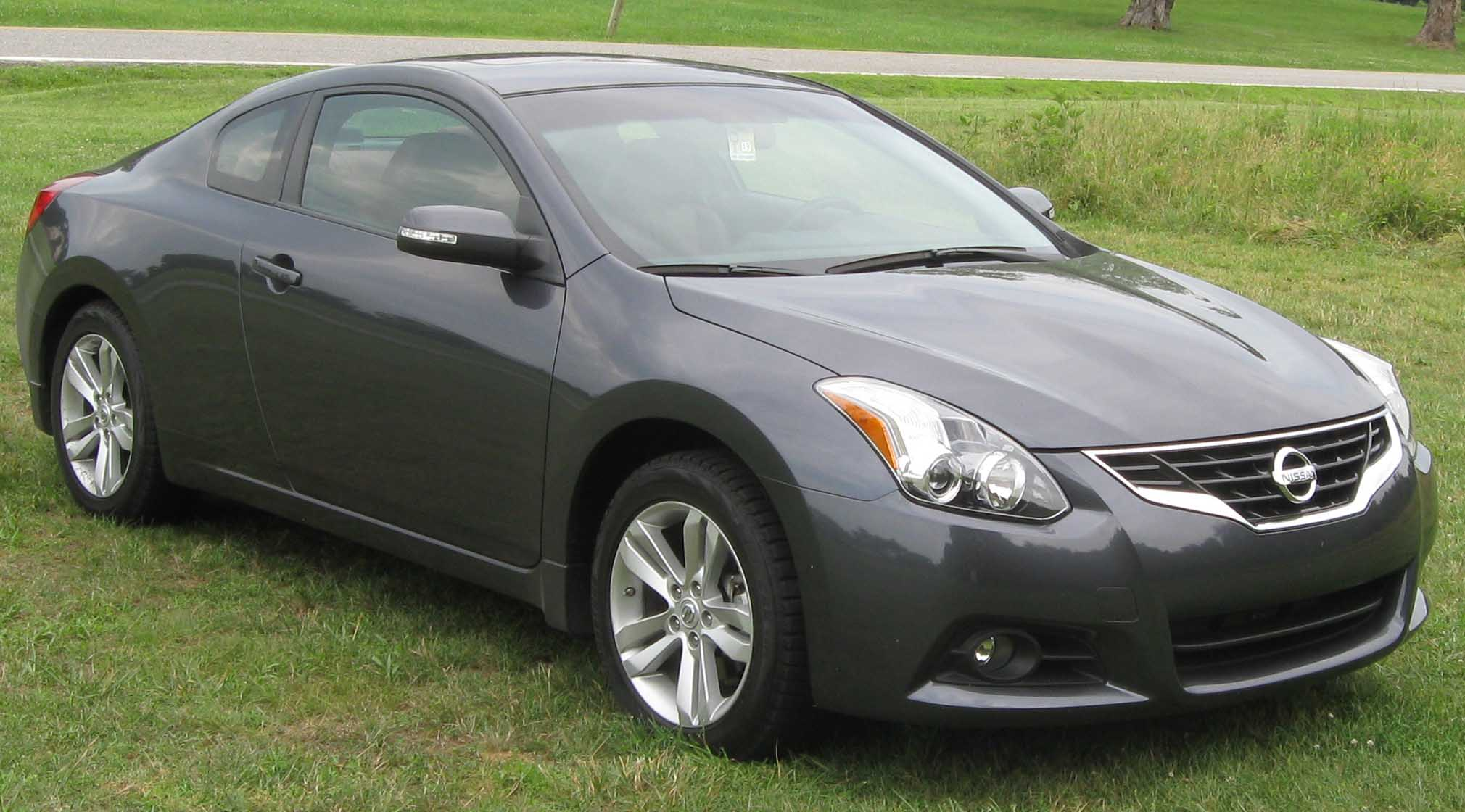

نیسان آلتیما (Nissan Altima) خودرویی است که از سال ۱۹۹۳ میلادی تاکنون تولید می‌شود. طراحی آن خودروهای موتور جلو-محور جلو بوده است.

## نگارخانه

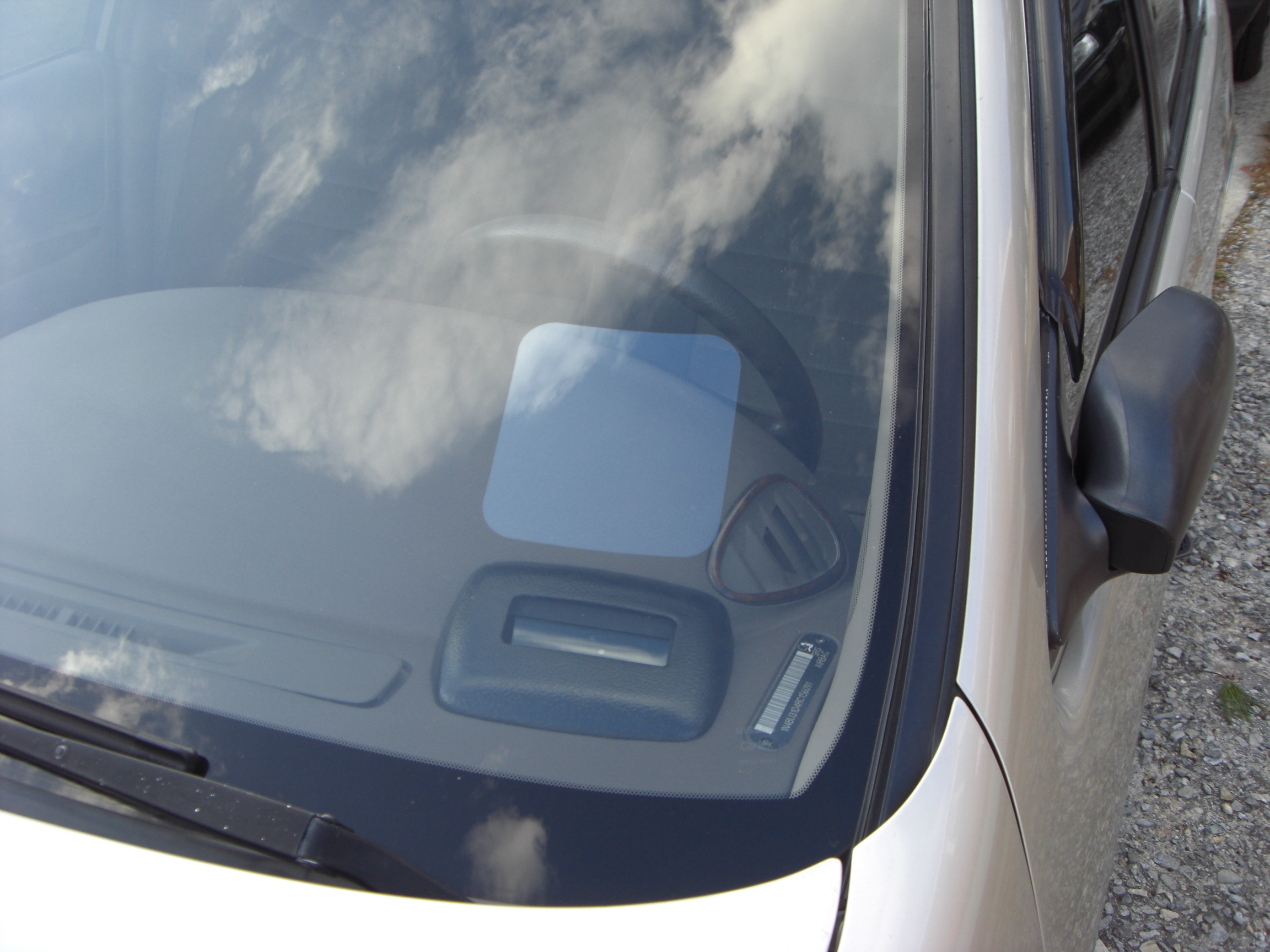
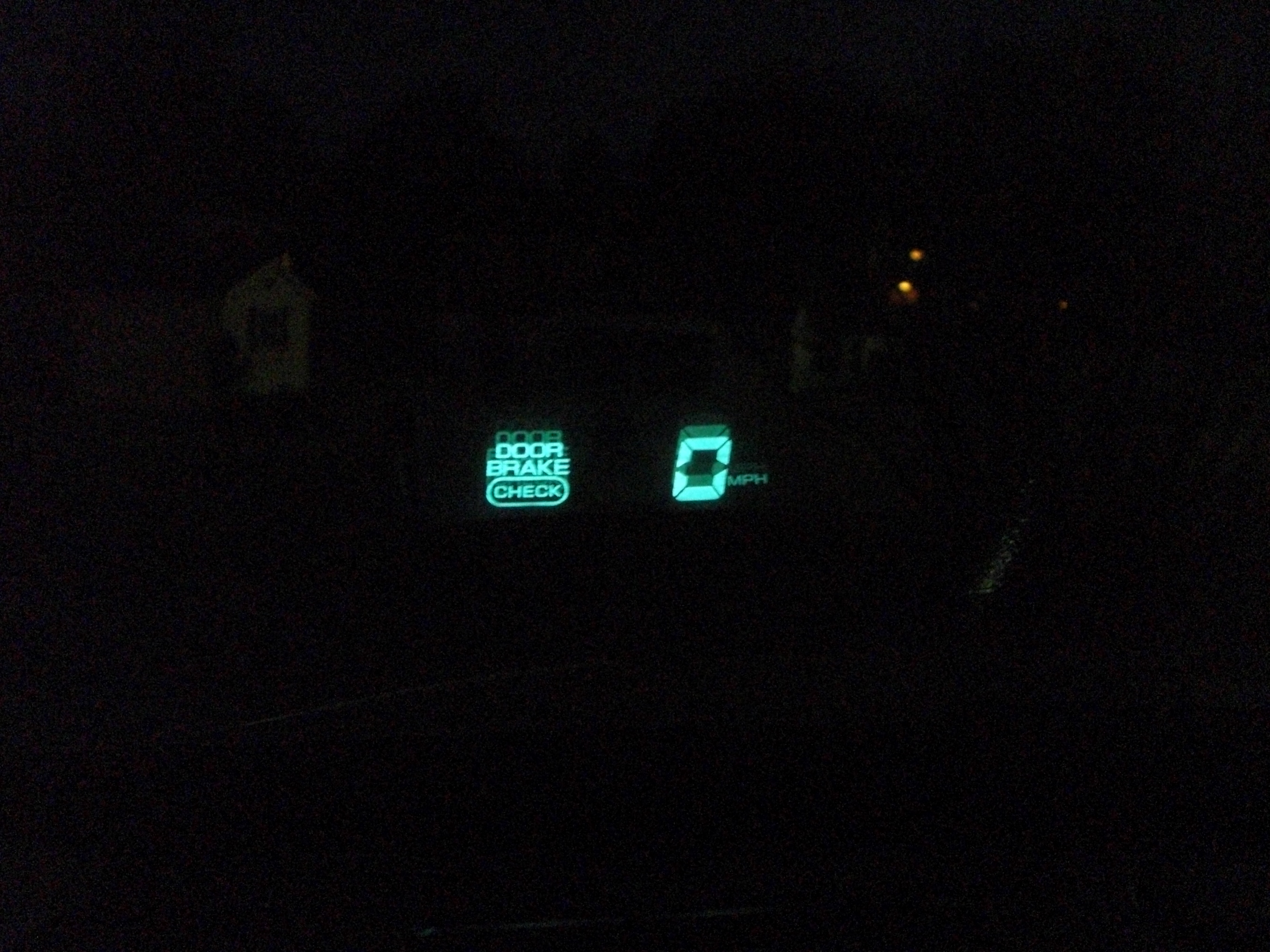